# SURFACE LIVE 2019 ON 〜and on〜 Mt.RAINIER HALL SHIBUYA PLEASURE PLEASURE
『SURFACE LIVE 2019 ON 〜and on〜 Mt.RAINIER HALL SHIBUYA PLEASURE PLEASURE』（サーフィス ライブ 2019 オン 〜アンド オン〜 マウントレーニアホール シブヤプレジャープレジャー）は、SURFACEの2枚目のライブアルバム。2020年10月7日にソニー・ミュージックダイレクトよりリリースされた。

## 概要
SURFACEのライブアルバムとしては、前作『Phase to Fate』から約20年7か月ぶりにリリースされたライブアルバムである。ライブ音源は、2019年10月3日、4日、19日に行われた、SURFACE LIVE 2019「ON 〜and on〜」で録音されたものである。
このアルバムを含むSURFACEの2019年のライブDVDやライブCDは、コロナウイルスの影響でリリースを延期することになり、最終的に『PASS THE BEAT』と同日で4タイトル同時リリースをすることになった。なお、このアルバムは延期前のリリース日であった5月27日に先行配信されており、オリコンミュージックストアダウンロードランキングでウイークリー1位になっている。

## 収録内容
1. Opening ON 〜and on〜（LIVE）
2. Is life beautiful?
3. やってみようよ
4. 切り拓けマイセルフ
5. 君を平穏から救い出せるのは
6. 傷痕
7. spilt milk
8. また僕はうなずく
9. 死が二人を分かつまでは
10. NANANA
11. LIKE a CAT -transit mix-（LIVE）
12. 僕たちの声